# Македония (аэропорт)
Аэропорт «Македония» (греч. Κρατικός Αερολιμένας Θεσσαλονίκης «Μακεδονία») — международный аэропорт города Салоники, Греция. Расположен в 15 км к юго-востоку от города, недалеко от района Каламарья (Καλαμαριά).
Ранее назывался Αερολιμένας Μίκρας Θεσσαλονίκης; был переименован в 1993 году в честь исторической области Македония. Из аэропорта выполняются международные рейсы в города Европы и на Кипр, а также внутригреческие рейсы. Работает круглосуточно. Имеет пассажирский и грузовой терминалы. На территории аэропорта размещена база военной авиации и аэроклуб Салоников, предоставляющий легкомоторные самолёты.

## История
Во время Второй мировой войны использовался немецкими оккупационными войсками, построившими взлетно-посадочную полосу длиной 600 м. В 1948 году аэропорт начал обслуживать гражданские рейсы.
В 1950 году уже существующая (10/28) асфальтовая взлетно-посадочная полоса была продлена до 1800 м, а в 1952 и до 2000 м. В том же году построили здание аэропорта с контрольной башней. Через год была проложена новая взлетно-посадочная полоса (16/34). В 1958 году взлетно-посадочная полоса 10/28 была перестроена и расширен в общей длиной 2440 м (текущая длина), а взлетно-посадочная полоса 16/34 была продлена до 2400 м, с момента её открытия в 1972 году. В 2004 году новая параллельная рулежная дорожка от 16/34, была открыта для использования.
В сентябре 1965 года здание аэропорта перенесли на новое место (текущее местоположение). В период между 1968 и 1973 годах, терминал был расширен, в связи со строительством второго этажа. Он оказался на первом перекрёстке автомагистрали. Из-за землетрясения 1978 года в Салониках, диспетчерская вышка была разрушена, поэтому была построена новая, стоящая отдельно от основного здания аэропорта. Следующее расширение терминала состоялось в два этапа, начиная с 1991 и 1993 годах соответственно. Муниципалитет Салоник, так как город был культурной столицы Европы в 1997 году, взял на себя проекты по эстетическому внешнему виду, реконструкции, модернизации и реорганизации здания.
Здание терминала приняло свой нынешний вид, когда дополнительные 19000 м² были добавлены в западной и восточной стороне терминала. Эта модернизация была завершена в ноябре 2000 и в июне 2003 года соответственно. Западное расширение включало расширение международной зоны вылетов (новая область Экстра-Шенген), в том числе новые офисы администрации, новая станция здоровья и новая станция контроля Olympic Air. Восточным расширением аэропорт прибавил себе новые залы регистрации, новые залы ожидания и дополнительные административные офисы авиакомпаний. Сегодня терминал занимает площадь в 32000 м². Наконец, в 2004—2006 годах была создана новая автомагистраль ко входу пассажиров в терминал и новые парковочные места для автомобилей, автобусов и такси.